# Сокольский, Маттиас Маркович
Маттиас Ма́ркович Соко́льский (Матиас Гринберг; настоящее имя — Матусид Мордухович Гринберг; 1896—1977) — русский советский музыковед и музыкальный критик.

## Биография
Родился 4 (16) сентября 1896 года в г.Умань, в Киевской губернии Российской империи (ныне в Черкасской области Украины). В 1921 году с отличием окончил Киевскую консерваторию по классу фортепиано у М. П. Домбровского (занимался также у Г. Г. Нейгауза, по композиции — у Р. М. Глиэра). С 1923 года жил в Москве, а музыкально-критическую деятельность начал в 1924 году, одновременно работая концертмейстером Музыкальной студии им. К.С.Станиславского. 
- с 1926 — музыкальный инспектор Главискусства Наркомата просвещения[1]
- вторая половина 1928 года — ответственный редактор журнала «Музыка и революция» (на этом посту затем был заменён Николаем Челяповым)
- 1930 — работал в отделе музыки радиостанции ВЦСПС
- 1931 — сотрудник газеты «Комсомольская правда»
- 1932—1938 — заведующий отделом музыки газеты «Советское искусство», одновременно работал в органах музыкальной цензуры (Главрепертком, Мособлрепертком)[1]
- 1939 — заместитель заведующего художественным вещанием на радиостанции ВЦСПС
- в годы войны в эвакуации жил в Свердловске[1], в тот период  и чуть позже был заведующим отделом искусств газеты «Труд».
- в 1930—1940-е годы состоял членом художественного совета Всесоюзного радиокомитета, затем работал на Центральном радио также в качестве члена худсоветов.
- в 1950-е годы работал в журнале «Театр»[1]

Умер 8 февраля 1977 года в Москве.

## Творческая деятельность
Автор более 600 статей и рецензий, опубликованных в том числе в газетах «Правда», «Известия», «Литературная газета», «Советское искусство», «Советская культура»; журналах «Театр», «Советская музыка», «Искусство кино». 
Среди его псевдонимов кроме М.Гринберг, — М.Г., М.Грин., Э.Галль, М.Гаврилов, М.Григорьев, М.Михайлов, М.Соколов и М.Сокольский, который в конце Великой Отечественной войны стал постоянным, а с 1962 года — и единственным. 
Неоднократно положительно отзывался об опере Дмитрия Шостаковича «Леди Макбет Мценского уезда» и несмотря на то, что после просмотра её И.В.Сталиным в начале 1936 года и появления в «Правде» разгромной статьи «Сумбур вместо музыки», это произведение было запрещено, критик от своих статей не отрёкся.
В статье «О джазе», опубликованной 16 февраля 1952 года в газете «Советское искусство» утверждал, что «советская музыкальная культура и джаз — две вещи несовместные», называя последний «музыкой духовного порабощения».
В 1964 году был издан единственный прижизненный сборник его статей «Слушая время» (три статьи — «Ван Клиберн и его слушатели», «Посоветуйтесь с Чайковским», «Макбет поневоле» — были напечатаны впервые).
Архив Сокольского хранится в РГАЛИ (фонд 981, ед.хранения: 162).